# Broze (magasin)
Pour l’article homonyme, voir Broze.
Broze est une chaîne belge de magasins de jeux de société. La chaine compte actuellement 25 magasins. Elle est souvent considérée comme la première chaîne ludique dans la partie francophone de Belgique,.

## Histoire
Située en Wallonie et à Bruxelles, l'enseigne créée à Liège en 1950 par Louis Broze. Trois dirigeants se sont succédé. Dans les années 1980, ce fut aux tour de Jean-Claude Broze, le fils de Louis, de prendre les rênes de l'entreprise et plus tard, ce fut au tour de Nicolas Broze, le petit fils de Louis, de diriger l'entreprise.
En 2014, les jouets Broze se sont associés à Viva for life afin de venir en aide aux enfants défavorisés et, par la même occasion, ils ont créé leur propre association nommée La vie en Broze.